# Теоло
Теоло (итал. Teolo, вен. Teóło) — коммуна в Италии, располагается в провинции Падуя области Венеция.
Население составляет 8441 человек (на 2004 г.), плотность населения составляет 264 чел./км². Занимает площадь 31 км². Почтовый индекс — 35037. Телефонный код — 049.
Покровительницей коммуны почитается Пресвятая Богородица (Santa Maria Madre della Chiesa), празднование во второй понедельник октября.